# Alyona alyona
Альо́на Оле́гівна Савране́нко, більш відома як alyona alyona (нар. 14 червня 1991, Капітанівка) — українська реперка, авторка пісень та інфлюєнсерка, власниця лейблу звукозапису Enko. Виконує пісні українською мовою на актуальні суспільні теми у співпраці з провідними українськими зірками. У дуеті зі співачкою Jerry Heil представляла Україну на Пісенному конкурсі «Євробачення-2024» з піснею «Teresa & Maria».
Лауреатка та номінантка численних українських національних музичних премій: «Золота жар-птиця», YUNA, M1 Music Awards, «Нова українська реп-зірка» та «сенсація українського репу» в українських медіа, а The New York Times порівняли її з Azealia Banks. Alyona alyona — одна зі 100 найвпливовіших українців 2019 року (96 місце) та серед 100 найвпливовіших жінок України за версією «Фокус» (42 місце у 2020, 44 місце 2021).
Станом на лютий 2024 року на її Instagram (alyona.alyona.official) підписані понад 447 тис. осіб.

## Життєпис
Народилася 14 червня 1991 року в містечку Капітанівка, Новомиргородського району, Кіровоградської області. Батько — налагоджувач вентиляційних мереж, а мати працює пакувальницею горіхів та фініків на фабриці. Коли Альоні виповнилося 13, родина переїхала у селище міського типу Баришівка на Київщині.
З 15 років підробляла продавчинею на ринку, касиркою, колекторкою, прибиральницею.
Здобула дві вищі освіти: закінчила Переяслав-Хмельницький державний педагогічний університет імені Григорія Сковороди.
До початку захоплення репом працювала вихователькою в дитсадку «Теремок» у Баришівці, а також завідувачкою дитсадка в селі Дернівка під Києвом. Загалом у дитсадках пропрацювала 4 роки. Згодом залишила цю сферу через розвиток музичної кар'єри.

## Кар'єра
На початку кар'єри створювала композиції під іменем Альона Al.kaida.

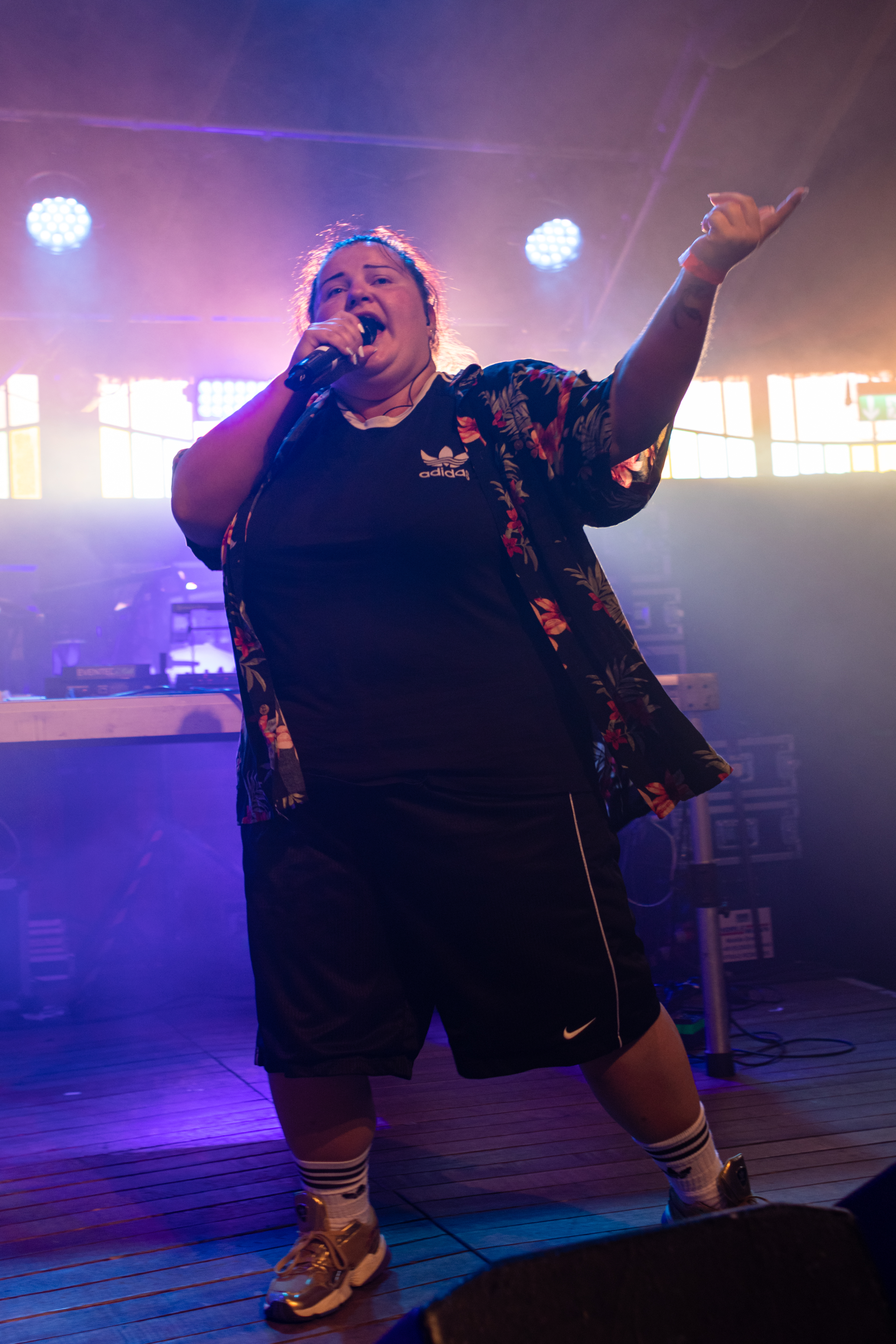
Alyona Alyona на фестивалі «Haldern Pop Festival 2019» у Німеччині

У жовтні 2018 року під псевдонімом alyona alyona випустила перший відеокліп «Рибки». 24 жовтня вийшов ще один кліп на «Рибки» з авторським режисерським відео у стилі програми «Дитячий час».
12 листопада вийшов відеокліп на другу пісню «Голови», який за місяць зібрав мільйон переглядів на YouTube. 30 листопада Альона випустила кліп на пісню «Відчиняй», а вже у грудні вийшов четвертий кліп на пісню «Залишаю свій дім», в якому мисткиня їде з Баришівки.
У січні 2019 року на фоні скандалу з форумом «Від Крут до Брюсселя» Альона випустила пісню «Обіцянки».
8 квітня вийшов дебютний альбом Пушка та музичне відео на титульний трек. До альбому увійшло 4 раніше презентованих та 9 нових треків, зокрема, «Падло», записаний з Аліною Паш та Ніною Матвієнко, на який також зняли музичний кліп. Того ж місяця про Альону написав американський Vogue, назвавши її найнесподіванішою зіркою репу.
У серпні 2019 року виступила на міжнародному фестивалі Sziget у Будапешті.
9 грудня 2019 вийшов офіційний відеокліп на дуетну пісню з гуртом Kalush, який входив до 100 найпопулярніших україномовних музичних відео на YouTube (станом на листопад 2021 року). Того ж місяця співачка написала слова пісні «Вільна», яку в дуеті заспівали Тіна Кароль та Юлія Саніна. Пісня є офіційним саундтреком до українського фільму «Віддана».

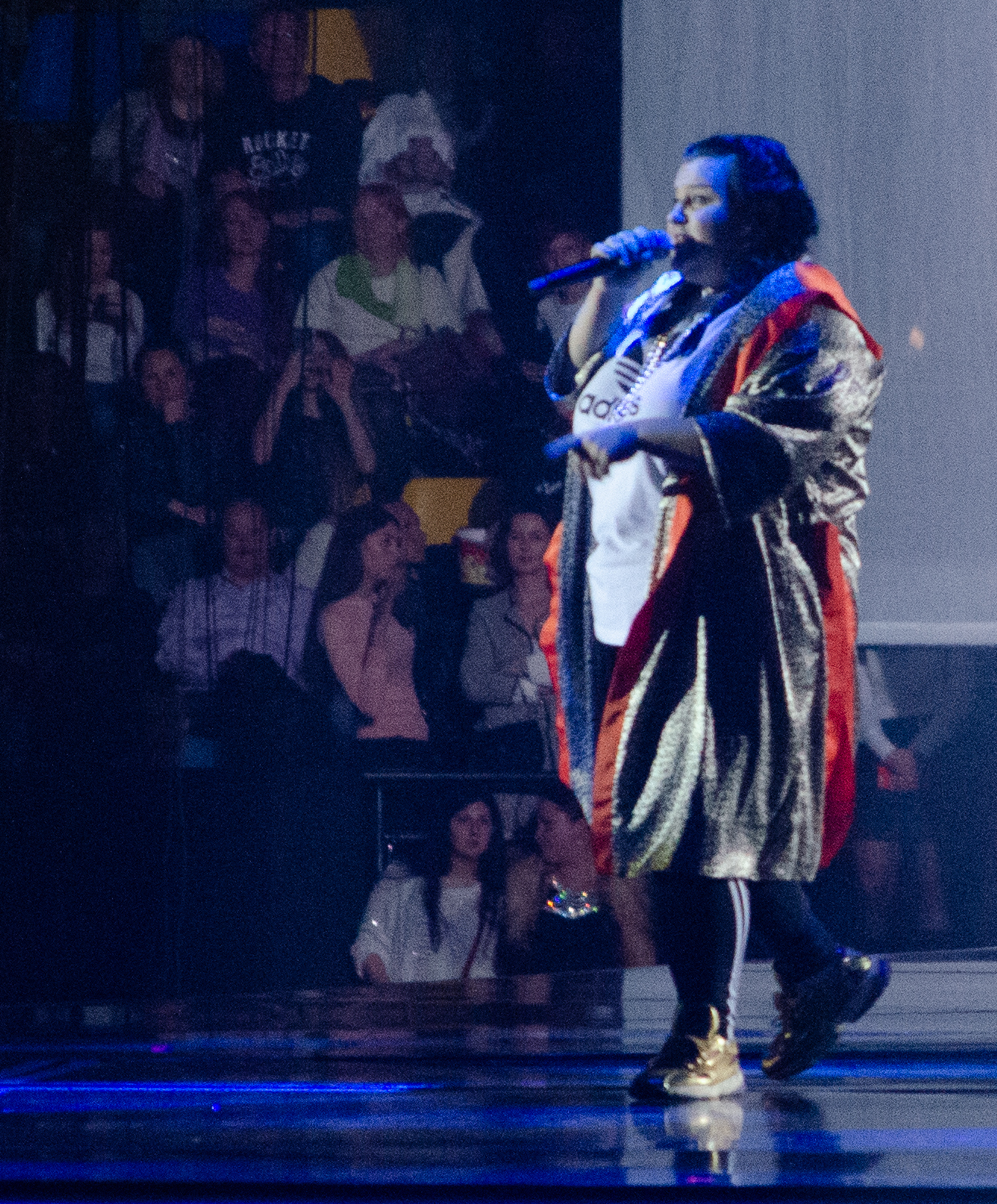
На церемонії нагородження M1 Music Awards 2019, Київ

7 лютого 2020 року стало відомо, що Альона підписала контракт з польською компанією звукозапису Def Jam Polska.
11 травня 2020 року відбулася прем'єра музичного відео на пісню «Рятувальний круг», яку Альона записала спільно з репером Kyivstoner на тему бодипозитиву.
3 вересня 2020 року відбувся реліз спродюсованого Монатиком мюзиклу «Love it РИТМ», у якому використали уривки з пісні «Якби я була не я». 10 вересня Альона випустила кліп на новий трек «Сумно», головною героїнею якого стала журналістка Настя Лугова, яку напередодні фільмування побив пасажир у потязі на очах у малого сина з метою зґвалтування (ситуація викликала значний суспільний розголос). 17 жовтня того ж року Альона оголосила про запуск власного музичного лейбла ENKO, першими до якого ввійшла вона й гурт Kalush. Презентація лейбла відбувалася за участі зірок українського шоубізнесу в київському закладі PM HUB.

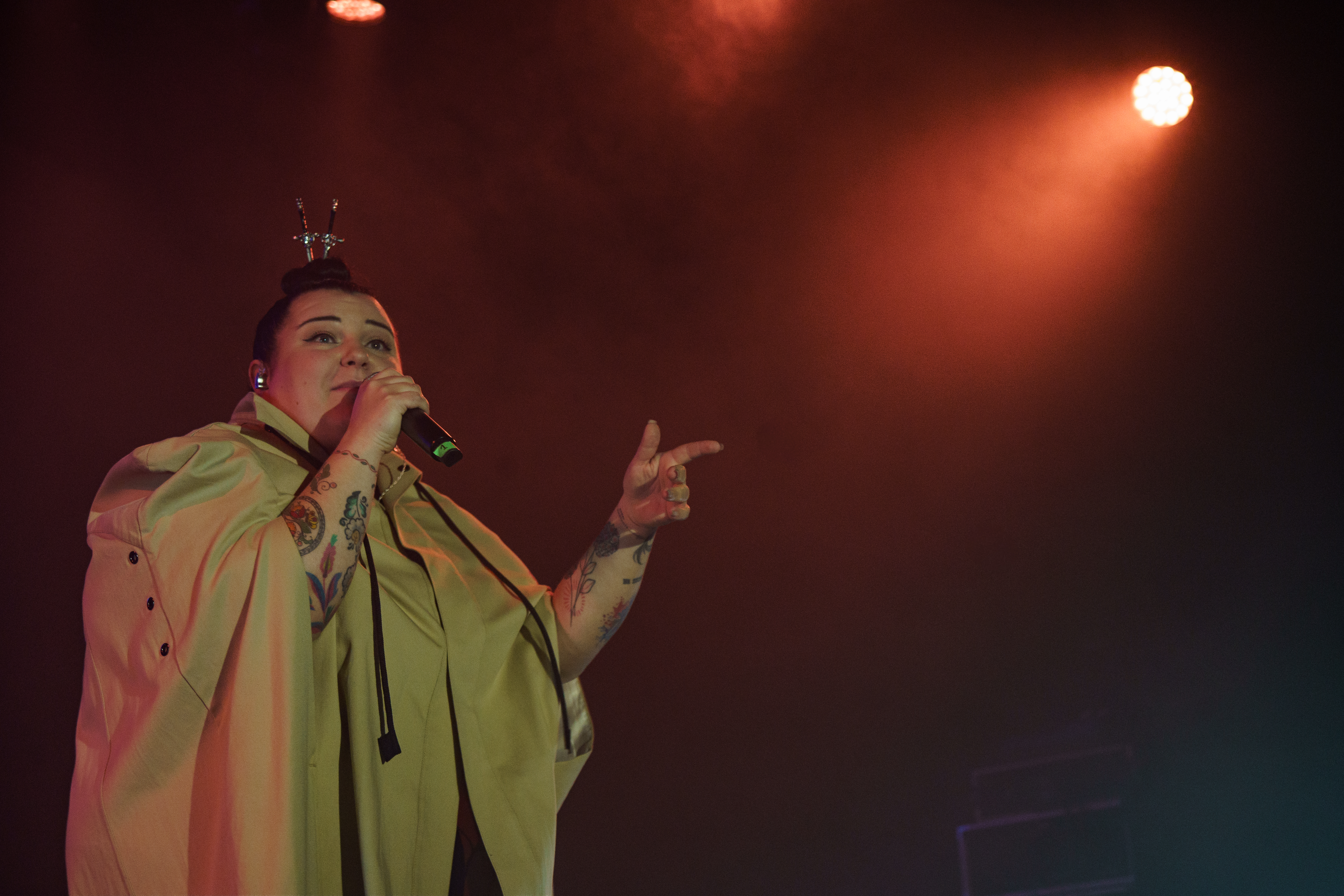
На Eurovision Pre-Party 2024 Madrid

Восени 2020 року брала участь у сьомому сезоні телешоу «Танці з зірками» на «1+1» з танцівником Юрієм Гуричем.
15 січня 2021 року Alyona Alyona виграла приз симпатій слухачів Public Choice Award премії Music Moves Europe Talent Awards.
Піснями «Коли ховають молодих» та «Країна дітей» (спільно з Океаном Ельзи до Дня захисту дітей) долучилася до акції «Так працює пам'ять», присвяченої пам'яті Данила Дідіка й усіх, хто віддав життя за незалежність України.
26 серпня 2022 року Alyona Alyona у співпраці зі співачкою Jerry Heil, випустила мініальбом «Дай бог». До нього увійшли чотири спільні треки з європейськими виконавцями: «Вітер віє» з польським репером Gedz, «Дай бог» з литовською співачкою Монікою Лю, «Купала» з ela. — німецькою співачкою українсько-польського походження та «Зозуля» з латвійським репером Ginger Mane.

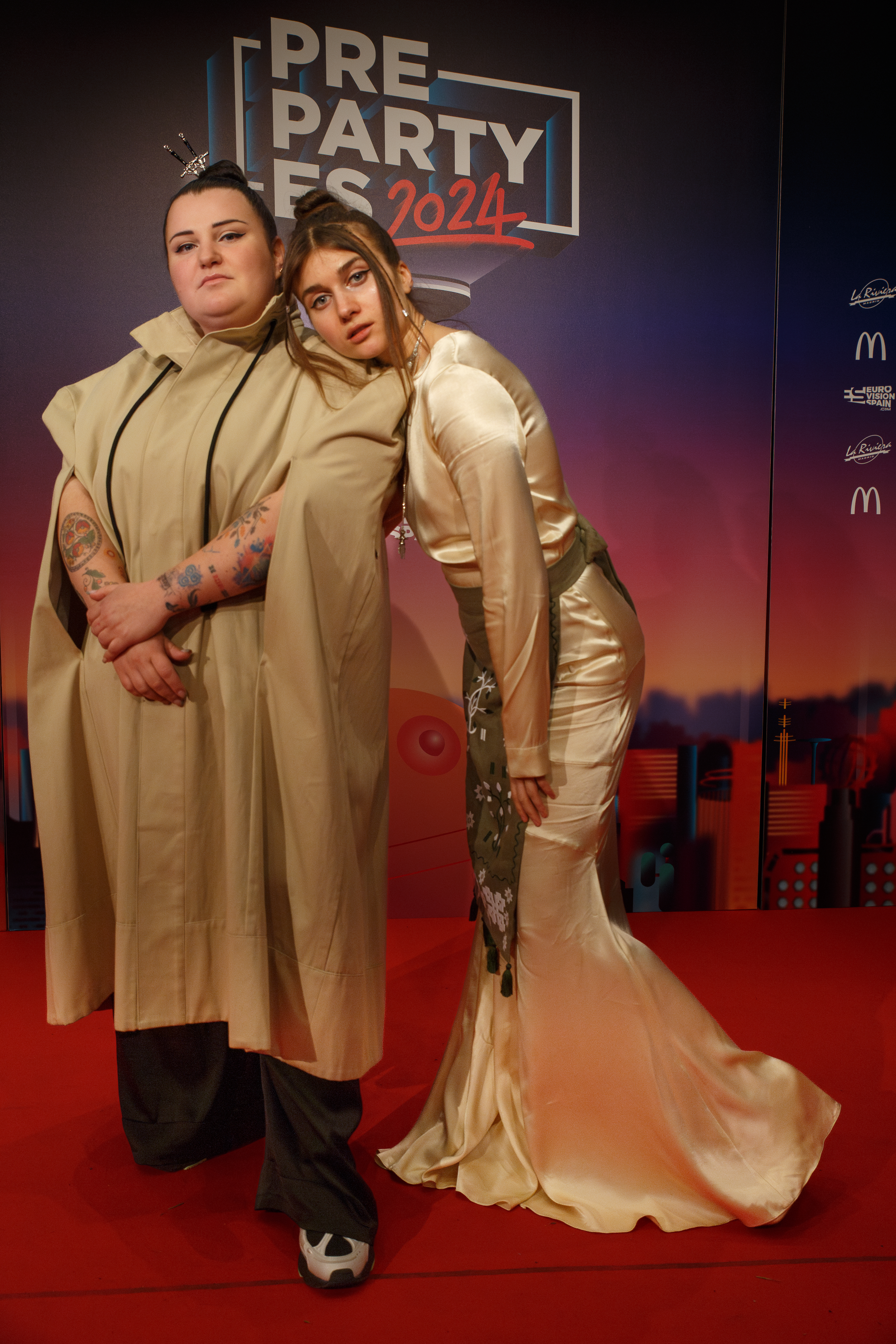
alyona alyona та Jerry Heil на Eurovision Pre-Party 2024 Madrid

У листопаді 2023 року Alyona Alyona у дуеті з Jerry Heil пройшли до фіналу Національного відбору на Пісенний конкурс «Євробачення-2024». З піснею «Teresa & Maria» дует виступив на сцені нацвідбору 3 лютого 2024 року й за результатами голосування 4 лютого 2024 року переміг, випередивши Циферблат (гурт отримав найбільше балів від журі, однак глядачі найбільше балів віддали дуету).

## Скандали
У 2021 році зняла себе оголеною з Прапором України. Негайно піднявся шквал критики. Продюсерка Олена Мозгова розкритикувала фото, цитуючи статтю Кримінального кодексу України. Через кілька днів фото зникло з мережі. Пізніше співачка прокоментувала, що «ціль фотосесій-пародій була показати, наскільки в Україні дійсно є багато подвійних стандартів».
У липні 2021 записала пісню «Брехун-брехун» із російським гуртом «Каста» та Іваном Дорном.
10 серпня 2021 року з компанією RedBull UA на Софійській площі записала рекламу з дрифтом автомобілів, оскільки була переконана, що компанія отримала дозвіл, але в КМДА та поліції заявили, що ніяких дозволів не було. Пісню «Заплутались» відразу захейтили та вимагали, щоб співачка відмивала площу. Організаторам могли призначити покарання за статтею «Хуліганство» КК України.

## Вшанування
- Alyona alyona стала однією з 36 українок-прообразів серії ляльок «Барбі» — «Barbie: Пані України»[58].

## Дискографія

### Альбоми
- Пушка (2019)[59]
- В хаті МА (2019)
- Galas (2021)[60]
- Lava (2021)

### Сингли
- «Голови» (2018)[61]
- «Відчиняй» (2018)[62]
- «Залишаю свій дім» (2018)[63]
- «Мій район» (2020) (за участю Fatbelly[kk])
- «Dancer» (2020) (за участю Vladimir Cauchemar[fr])
- «Shalom» (2021) (за участю Olexesh)

### За участі
- Kalush — «Гори» (2019)[64]
- Джамала — «Забирай» (2019)
- Джамала — «Жалі» (2020)
- Kyivstoner — «Рятувальний круг» (2020)

## Музичні відео
Як головна виконавиця
| Рік  | Назва                                                                     | Альбом            | Режисер                    | Дж.    |
| ---- | ------------------------------------------------------------------------- | ----------------- | -------------------------- | ------ |
| 2018 | «Рибки»                                                                   | Сингл без альбому | Delta Arthur               |        |
| 2018 | «Рибки 2»                                                                 |                   | Ян Болотов                 |        |
| 2018 | «Голови»                                                                  | Пушка             | Саша Прилуцький            |        |
| 2018 | «Відчиняй»                                                                | Пушка             | Ян Болотов                 |        |
| 2018 | «Залишаю свій дім»                                                        | Пушка             | Delta Arthur               |        |
| 2019 | «Пушка»                                                                   | Пушка             | Delta Arthur, Igor Basket  | [ 25 ] |
| 2019 | «Падло» (за участі Аліни Паш)                                             | Пушка             | Nathan Daisy               | [ 65 ] |
| 2019 | «Велика й смішна»                                                         | Пушка             | Delta Arthur, Basket Films |        |
| 2019 | «Булінг»                                                                  | Сингл без альбому | Delta Arthur               |        |
| 2019 | «Завтра»                                                                  | В хаті МА         | Basket Films               |        |
| 2019 | «Мамин суп»                                                               | В хаті МА         | Ян Болотов                 |        |
| 2019 | «Забирай» (за участі Джамали)                                             | Сингл без альбому | Win-Win Productions        |        |
| 2020 | «Дикі танці»                                                              | В хаті МА         | Аня Велосіпедова           |        |
| 2020 | «Рятувальний круг» (за участі Kyivstoner)                                 | Сингл без альбому | Уля Станіславська          | [ 66 ] |
| 2020 | «Пам'ятаю»                                                                | Сингл без альбому |                            |        |
| 2020 | «Тихо діти сплять»                                                        | Сингл без альбому | Антон Штука                |        |
| 2020 | «Стержень» (за участі Kalush, Otoy, Білий Бо, Шершень, Dyktor, Дядя Вова) | Сингл без альбому | Ігор Павлюк                |        |
| 2020 | «Сумно»                                                                   | Сингл без альбому | Катя Рибка                 |        |
| 2020 | «Rayon» (за участі Fatbelly)                                              | Сингл без альбому | Ігор Павлюк                |        |
| 2020 | «Dancer» (за участі Vladimir Cauchemar)                                   | Сингл без альбому | Діма Чернявський           |        |
| 2020 | «Дубадав»                                                                 | Сингл без альбому | Діма Чернявський           |        |

За участі
| Рік  | Назва  | Виконавець | Альбом            | Режисер            | Дж.    |
| ---- | ------ | ---------- | ----------------- | ------------------ | ------ |
| 2019 | «Гори» | Kalush     | Сингл без альбому | Delta Arthur       | [ 67 ] |
| 2020 | «Жалі» | Джамала    | Свої              | Дмитро Чернявський |        |
| 2020 | «Вода» | Kalush     | Сингл без альбому | Sashko Danylenko   |        |

## Нагороди та номінації
| Рік  | Номіновано                      | Категорія                               | Нагорода                              | Результат | Дж     |
| ---- | ------------------------------- | --------------------------------------- | ------------------------------------- | --------- | ------ |
| 2018 | «Рибки»                         | Найкращий хіп-хоп хіт                   | «YUNA»                                | Номінація | [ 68 ] |
| 2019 | alyona alyona                   | Прорив року                             | Золота жар-птиця                      | Номінація |        |
| 2019 | alyona alyona                   | Найбільший перспективний молодий талант | «Anchor Award» (Фестиваль «Репербан») | Перемога  | [ 69 ] |
| 2019 | «Велика й смішна»               | Прорив року                             | M1 Music Awards                       | Номінація |        |
| 2019 | «Падло» (за участі Аліни Паш)   | Dance Parade                            | M1 Music Awards                       | Номінація |        |
| 2019 | alyona alyona                   | Відкриття року                          | «YUNA»                                | Номінація | [ 70 ] |
| 2019 | alyona alyona                   | Найкраща виконавиця                     | «YUNA»                                | Номінація | [ 70 ] |
| 2019 | Пушка                           | Найкращий альбом                        | «YUNA»                                | Перемога  | [ 70 ] |
| 2019 | «Падло» (за участі Аліни Паш)   | Найкращий дует                          | «YUNA»                                | Перемога  | [ 70 ] |
| 2019 | «Падло» (за участі Аліни Паш)   | Найкращий хіп-хоп хіт                   | «YUNA»                                | Перемога  | [ 71 ] |
| 2019 | «Пушка»                         | Найкращий хіп-хоп хіт                   | «YUNA»                                | Номінація | [ 71 ] |
| 2019 | alyona alyona                   | Жінки в музиці                          | Women in Arts                         | Перемога  | [ 72 ] |
| 2019 | Джамала feat. alyona alyona     | Інді                                    | Золота Жар-птиця                      | Номінація | [ 73 ] |
| 2020 | alyona alyona                   | Найкраща виконавиця                     | «YUNA»                                | Номінація | [ 74 ] |
| 2020 | alyona alyona                   | Найкраща виконавиця                     | «YUNA»                                | Перемога  | [ 74 ] |
| 2020 | Лейбл Enko                      | Найкращий менеджмент артиста            | «YUNA»                                | Номінація | [ 74 ] |
| 2020 | «Гори» (за участі гурту KALUSH) | Найкращий хіп-хоп хіт                   | «YUNA»                                | Перемога  | [ 74 ] |